# Cicle sofre-iode
El cicle sofre-iode (cicle S-I) és un cicle termoquímic de tres etapes utilitzat per produir hidrogen.
El cicle S–I consta de tres reaccions químiques el reactiu net de les quals és aigua i els productes nets de les quals són l'hidrogen i l'oxigen. Tots els altres productes químics es reciclen. El procés S–I requereix una font eficient de calor.

## Descripció del procés
Les tres reaccions combinades per produir hidrogen són les següents:
2H2SO4 + calor → 2SO2 + 2H2O + O2 (830 °C (1,530 °F))
A continuació, l'HI es separa per destil·lació o separació gravitica líquid/líquid.
I2 + SO2 + 2H2O - calor → 2HI + H2SO4 (120 °C (250 °F)) (reacció de Bunsen)

L'aigua, el SO2 i l'H2SO4 residual s'han de separar del subproducte d'oxigen per condensació.
2HI + calor → I2 + H2 (450 °C (840 °F))
El iode i qualsevol aigua que l'acompanyi o SO2 es separen per condensació, i el producte d'hidrogen roman com a gas.

Reacció neta: 2H2O → 2H2 + O2
Els compostos de sofre i iode són recuperats i reutilitzats, d'aquí la consideració del procés com un cicle. Aquest procés S–I és un motor tèrmic químic. La calor entra al cicle en les reaccions químiques endotèrmiques d'alta temperatura 2 i 3, i la calor surt del cicle en la reacció exotèrmica a baixa temperatura 1. La diferència entre la calor que entra i la que surt del cicle surt del cicle en forma de calor de combustió de l'hidrogen produït.

## Característiques

### Avantatges
- Tot procés de fluids (líquids, gasos), per tant, molt adequat per a la producció contínua
- Alta eficiència tèrmica prevista (al voltant del 50%)
- Sistema totalment tancat sense subproductes ni efluents (a més d'hidrogen i oxigen)
- Apte per a l'aplicació amb fonts de calor solar, nuclear i híbrida (per exemple, solar fòssil) - si es poden aconseguir temperatures prou altes
- Més desenvolupats que els processos termoquímics competidors
- Escalable des d'una escala relativament petita fins a grans aplicacions
- No calen catalitzadors o additius cars o tòxics
- Més eficient que l'electròlisi de l'aigua (~70-80% d'eficiència) utilitzant electricitat derivada d'una central tèrmica (~30-60% d'eficiència) combinant-se amb ~21-48% d'eficiència
- Calor residual apta per a la calefacció urbana si es desitja cogeneració

### Desavantatges
- Calen temperatures molt elevades (almenys 850 °C (1,560 °F) ) – impossible o difícil d'aconseguir amb reactors d'aigua a pressió actuals o energia solar concentrada
- Reactius corrosius utilitzats com a intermediaris (iode, diòxid de sofre, àcid hidròdic, àcid sulfúric); per tant, els materials avançats necessaris per a la construcció d'aparells de procés
- Cal un desenvolupament posterior significatiu per ser factible a gran escala
- A l'interval de temperatura proposat, les centrals tèrmiques avançades poden aconseguir eficiències (producció elèctrica per entrada de calor) superiors al 50%, negant una mica l'avantatge d'eficiència.
- En cas de fuites, s'alliberen substàncies corrosives i una mica tòxiques al medi ambient, entre elles iode volàtil i àcid iòdic.
- Si s'ha d'utilitzar l'hidrogen per a la calor del procés, les altes temperatures necessàries fan que els beneficis en comparació amb la utilització directa de la calor siguin qüestionables
- No es poden utilitzar fonts d'energia tèrmica no tèrmiques o de baix grau, com ara l'energia hidràulica, l'energia eòlica o l'energia geotèrmica més disponible actualment.[4]